# AirTran Airways
AirTran Airways – amerykańska tania linia lotnicza z siedzibą w Orlando na Florydzie funkcjonująca w latach 1993–2014. Głównym węzłem był Port lotniczy Atlanta – Hartsfield-Jackson. W 2011 roku linia została przejęta przez Southwest Airlines i zaprzestała działalności w 2014.